# Punta al coixí

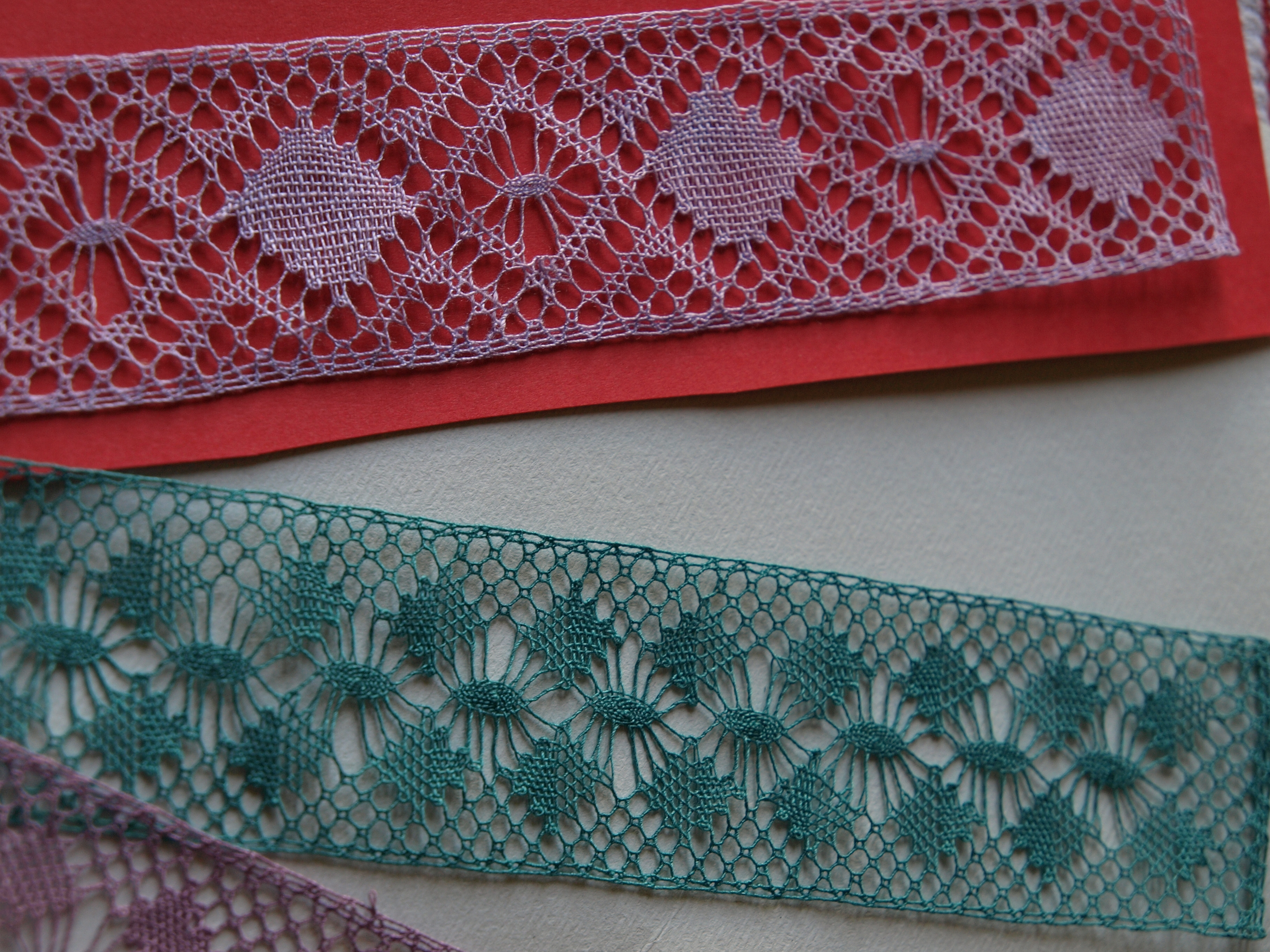
Punts de llibre fets amb punta al coixí.

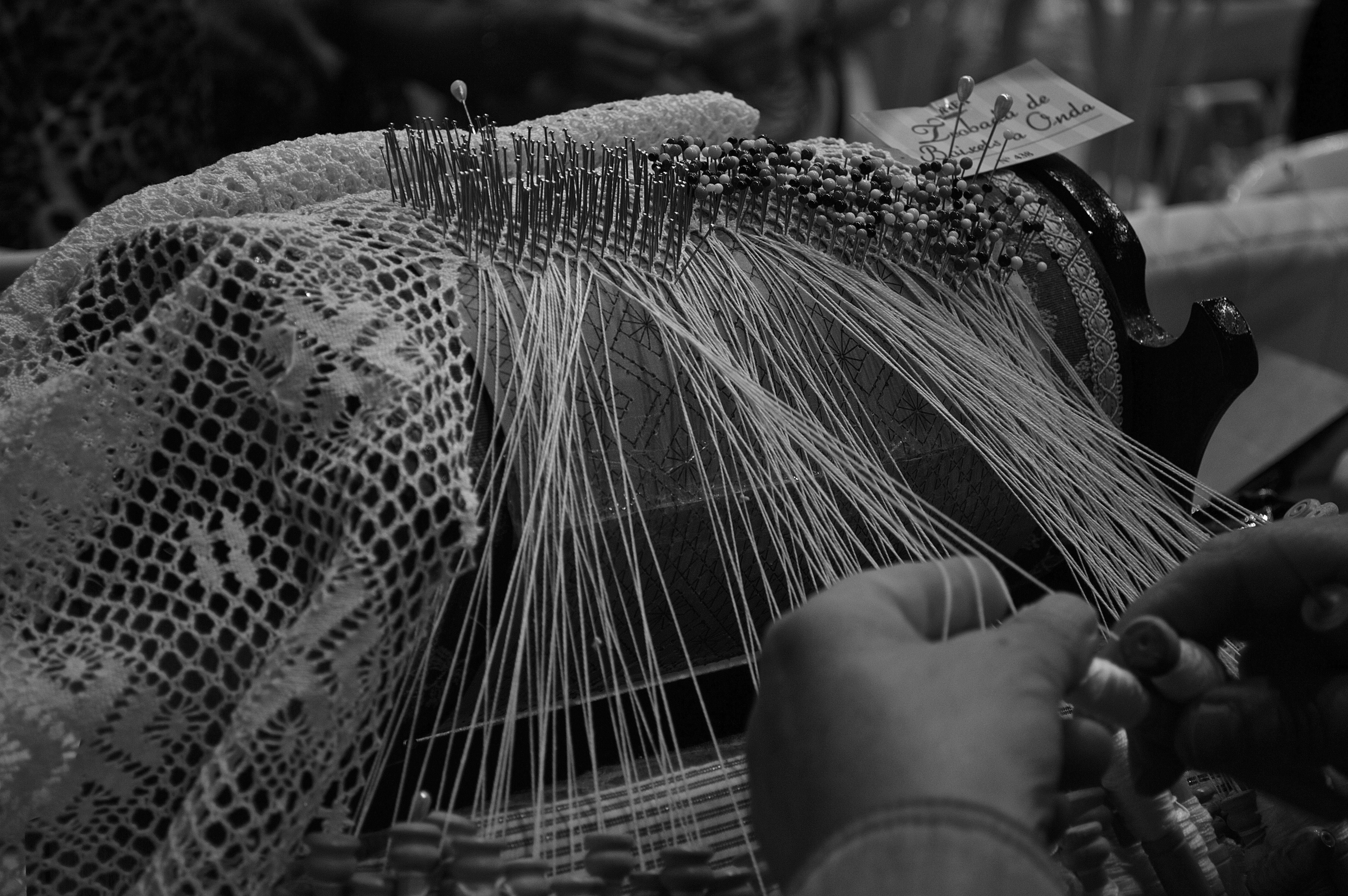
Trobada de Boixets a Onda, abril 2015

La punta al coixí, randa o boixets és un art tèxtil que consisteix a elaborar unes filigranes fines i complexes a partir de l'ús d'un patró de cartolina, fil, boixets, agulles i un coixí. Sembla que té l'origen a Venècia al segle xvi. A Catalunya i al País Valencià, la tècnica de la punta al coixí va derivar a partir del segle xviii en una indústria que va sobreviure fins a mitjan segle xx. Alguns tallers de puntes van tenir molt de renom, com ara la Casa Castells d'Arenys de Mar. Avui en dia l'ofici viu un petit reviscolament, amb fires d'artesania, com la centenària Fira de Santa Llúcia de l'Arboç, i concursos.

## Puntaires

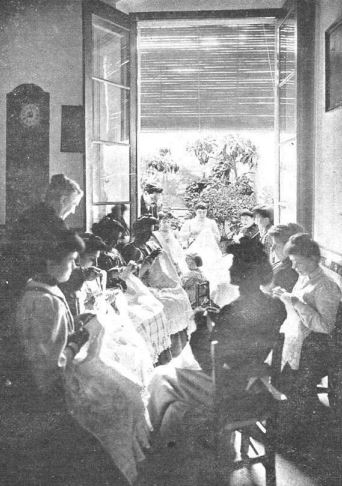
Puntaires a la Casa Castells d'Arenys de Mar (1906)

Amb la desaparició de la indústria de la punta, la tècnica per a fer blondes, punyetes, mocadors, etc. resta en el saber de les puntaires, que continuen confeccionant-ne per a gaudi propi i transmeten els seus coneixements a qui els vol aprendre. Actualment, a Catalunya es fan nombroses trobades de puntaires, algunes de les quals a Barcelona. Més enllà de les realitzacions individuals, les puntaires s'organitzen en associacions, que, al principat, s'integren dins l'Associació Catalana de Puntaires.
A tot el territori s'organitzen trobades de puntaires, també anomenades randeres. Cal destacar la tasca que fan les escoles de boixets i les associacions, la més important a Catalunya essent l'Associació Catalana de Puntaires. Actualment la indústria del boixet està molt mecanitzada. Tot i així, encara es troben artesans, que converteixen el boixet en un art, combinant diferents fustes i materials per obtenir peces singulars.
A Monòver (Vinalopó Mitjà), a l'Arboç (Baix Penedès), a Barcelona, etc, hi ha escoles de puntaires.

## Història de les puntes

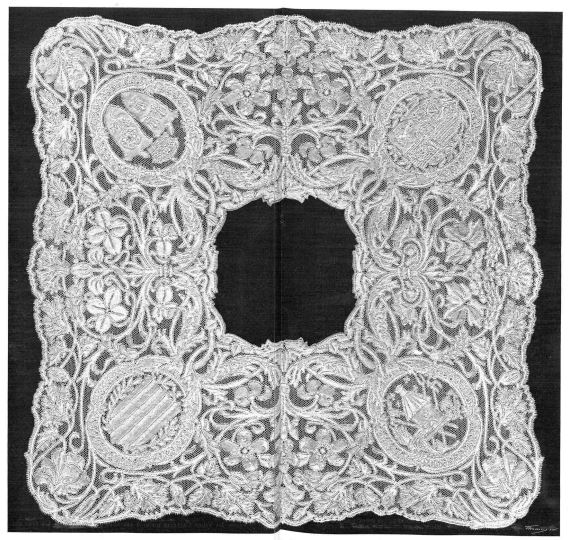
Mocador ofert a Victoria Eugenia de Battenberg pel seu casament amb disseny d'Alexandre de Riquer i adaptació de Marià Castells

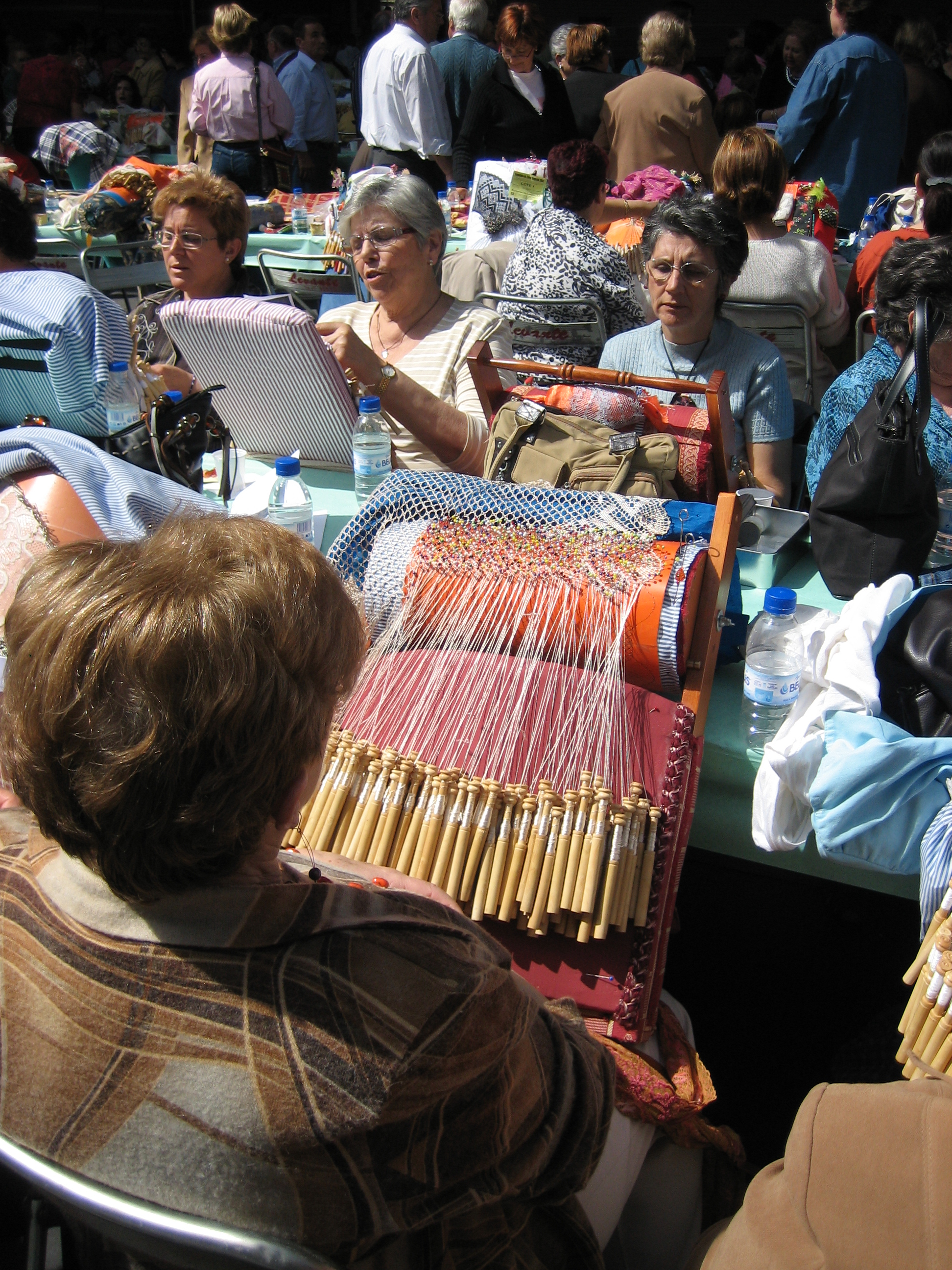
Puntaires a Segorb, Alt Palància.

La majoria d'especialistes situen els orígens de les puntes a Venècia a principis del segle xvi amb el desenvolupament dels treballs a l'agulla. Les primeres puntes són la denominada punta in aria. Els treballs amb boixet es desenvolupen a Flandes i ràpidament s'estenen per tot Europa. França i els Països Baixos del Sud (més o menys l'actual Bèlgica) seran els països més importants i on es desenvoluparan les principals tècniques de punta de tot Europa.
Els treballs de punta s'introdueixen a Catalunya a mitjan segle xvii i ràpidament esdevé un negoci a partir del segle xviii i fins a mitjan segle xx. La influència de França serà molt important, ja que les puntaires catalanes aprendran diferents tècniques de punta francesa que realitzaran amb gran habilitat, com ara la blonda, la punta de Lilla i la de Valenciennes.
El segle xix, les principals cases de punta artesana es concentraran en l'àrea de Barcelona, al Baix Llobregat i la comarca del Maresme, i a l'àrea de l'Arboç, al Baix Penedès. A Barcelona van destacar les empreses de Josep Margarit i Josep Fiter i Inglès, aquest darrer va realitzar una alba per a la celebració de les noces d'or del Papa Lleó XIII. Al Maresme va destacar la Casa Castells d'Arenys de Mar que va treballar des del 1862 fins a l'any 1962 i l'any 1906 va realitzar el mocador per al casament de la reina Victoria Eugenia de Battenberg amb Alfons XIII, el disseny d'Alexandre de Riquer va ser adaptat per Marià Castells i Simón.